# Basílica del Espíritu Santo (La Grita)
La Basílica del Espíritu Santo es una iglesia católica con el estatus de basílica menor que se encuentra ubicada en la Plaza Bolívar de La Grita, capital del Municipio Jáuregui en el estado Táchira, Venezuela que fue construida en 1886. La Basílica del Espíritu Santo es cuna espiritual que alberga la sagrada imagen del Santo Cristo de La Grita. Él allí, en el altar, transmite a los feligreses paz, serenidad y anima a quienes le visitan a la oración, devoción y reflexión personal. El ambiente, lleno de profundo respeto y agradecimiento por los milagros concedidos, es testimonio desde hace más de 400 años de la fe de peregrinos, pobladores y visitantes, migrantes y turistas.

## Descripción de la Basílica
Su planta es rectangular,  con un cuerpo principal, posee una torre que se completa con una cúpula a media circunferencia, con muros de concreto, bloques de arcilla y cemento. Sus ventanas poseen variedades de vitrales, puertas de madera tallada y pisos de granitos. El interior de la basílica posee tres naves y una cúpula sobre el altar, el cual es de mármol, sus 20 columnas góticas dividen las naves.
Asimismo en una sala del lado izquierdo se encuentra el Santuario al Santo Cristo, construido en 1886 siendo una estructura en forma de cúpula rodeada por diez columnas de orden dórico a una altura que remata con numerosos vitrales que permiten la entrada de la luz, posee un altar en mármol, en una capilla que termina en una semi cúpula, donde está colocado la imagen del Santo Cristo de La Grita. Los feligreses acuden a la capilla a pedir y dar gracias por los favores concedidos, algunos en acto de fe recorren la capilla de rodillas desde la entrada de la basílica.

## Historia de la Basílica
Los presbíteros  Álvaro Fonseca y Jeremías González hacen la fachada y la torre del templo y monseñor Acacio Chacón da término a la obra en el año 1915. El presbítero Eloy Contreras coloca los vitrales el año de 1949, ya anteriormente el año de 1937 el general José María García dona al templo el hermoso reloj que hoy ostenta. La capilla del "Santo Cristo" es obra del presbítero Raúl Méndez Moncada con la limosna de los fieles y la colaboración magnánima del doctor Alberto Díaz González, quien regalara el altar de mármol y el trono del Santo Cristo y la baranda del comulgatorio, donado por los doctores Rafael Recao y Rafel Sanoja. Obra terminada para el año 1956. Es monseñor Alejandro Fernández Feo, obispo de la diócesis de San Cristóbal quien dispone la remodelación del templo del "Espíritu Santo" de La Grita, cónsono con el lugar santo y la piedad de los fieles, porque en él se venera una de las reliquias más preciadas de la piedad cristiana de nuestro pueblo: "El Santo Cristo de La Grita". El 7 de enero de 1959 se emprende la obra. Los viejos techos de madera fueron sustituidos por otros de hierro, conservándose las mismas tejas musgosas que habían brindado su protección durante años al recinto sagrado. Las naves laterales y el arco toral fueron realzadas, las columnas mejoradas y dotadas de la gracia de las estrías que las hacen aparecer más elegantes y esbeltas.
Después de haber realizado este trabajo a la estructura se emprende la difícil tarea de ornamentación interior. Poco a poco fue apareciendo el bello artesonado, con sus rosetones y sus rombos y vigas que recuerdan los viejos palacios y templos del Renacimiento. Los arcos cobraron nueva gracia con las archivoltas airosas; las columnas fueron coronadas con capiteles, preciosos medallones con motivos eucarísticos que completan la belleza del interior del templo. Con el fundador necesariamente tuvo que llegar el sacerdote. Compañero de fatigas y de duros trabajos, alzaba la cruz en una mano y a veces empuñaba la espada en la otra. A la vez que en la fundación se marca la plaza, las futuras calles, también se señala el lugar donde se haría la iglesia. El presbítero Diego Machado es el que funge de vicario de La Grita para el año de 1581, seguramente debió construir la primera capilla del lugar y junto a esta capilla humilde que servía de sitio de reunión de los fieles para los oficios del culto estaría también el convento de los Franciscanos que a partir de 1580 llegan a la ciudad del Espíritu Santo de La Grita y por ende, su oratorio que muchas veces serviría para congregar a los fieles para la explicación de la palabra de Dios, especialmente a los más desasistidos como eran los indios. Para el 3 de febrero de 1610 sucede un tremendo terremoto a las tres de la tarde que destruye buena parte de la ciudad, la Iglesia del Convento de los Padres Franciscanos y la pequeña iglesia del pueblo. El presbítero Arias Valdés inicia la construcción de una nueva Iglesia o Capilla que llenara el vacío de la anterior.
El año de 1657 desempeña el curato el presbítero Juan de Figueroa, este Sacerdote emprende la construcción de una Iglesia mucho más grande y de una manera definitiva, la cual tiene concluida para el año de 1697. Así lo participa al rey, el arzobispo de Bogotá, fray Ignacio de Urbina, el 20 de mayo de ese mismo año. El 24 de junio de 1827 un nuevo movimiento telúrico se hace presente acabando de destruir lo poco que había quedado en pie del terremoto de 1812, impidiendo la celebración de los oficios litúrgicos en aquellas ruinas. Se vuelve nuevamente sobre la obra del templo inicialmente el Padre Estella el año de 1829 concluyendo nuevamente la obra el Pbro. Fernando García el año de 1836. Este templo tenía una sola nave y su construcción muy imperfecta. A mediados de la década de 1880 a 1890 este templo fue derribado para construir uno nuevo. El inicio de la obra del templo está a cargo del presbítero Nieves de Jesús Rojas, seguida la obra por monseñor Manuel Jáuregui y posteriormente por el presbítero José de Jesús Espinoza quien, en informe que diera del estado de su Vicaría el año 1911, afirma que el templo se encuentra terminado y se estaba construyendo el Atrio y la Torre. Los planos del templo fueron realizados por el maestro de obra Ramón Pino F. Y la ejecución del trabajo estuvo a cargo del arquitecto Esteban Rangel.El Presbiterio y el coro sintieron la acción de manos expertas que los hicieron sufrir una transformación maravillosa; la cúpula recibió refuerzo de ágiles nervaduras que trepan por su interior y terminan en un espléndido rosetón. Un altar de mármol donado por el Ministerio de Justicia, lugar prominente de las ceremonias del culto. Una placa de mármol cerca del baptisterio señala lo siguiente: «La generosidad del pueblo de La Grita hizo posible la reconstrucción de este templo». Los hijos de La Grita residentes en otros lugares del país donaron el piso de granito y el maestro constructor de esta obra el señor Luis Eduardo Carrillo, quien puso arte y vida en este templo, orgullo de la Iglesia católica y del pueblo gritense. Vistos los trabajos terminados se procede a su consagración el 5 de agosto de 1963 por monseñor Alejandro Fernández Feo, quien complacido contempla las maravillas que se pueden realizar con la generosidad de los fieles y la eficiente conducción de sus líderes espirituales. Obra pues, de Monseñor Méndez Moncada, es el templo del "Espíritu Santo de La Grita".
La Basílica del Espíritu Santo fue declarada Patrimonio Histórico Nacional según gaceta oficial n.° 26.320 del 2 de agosto de 1960

## Historia del Santo Cristo de la Grita
Como testigo de esta inquebrantable fe, en el año 1610 el Fray Francisco de Orellana, esculpió en un madero de cedro con sus manos el cuerpo de Jesús, trabajo que muchas veces le dejaba extenuado, esta era su promesa de la solicitud a Cristo porque cesaran los sismos en esta zona montañosa del Táchira, y que el 3 de febrero de 1610 casi acaba con la Aldea Tadea. Así, el fraile extenuado, no lograba plasmar con sus herramientas el rostro del Cristo. Su desánimo crecía, mas sin embargo, una noche contempló como un ángel daba forma a este madero, y en su lugar la serenidad hecha rostro surgió. Se dice, cuenta la leyenda, que el fraile “contempló extasiado la obra del ángel: un rostro hermosísimo entre alegre y triste. Era tal como él lo había imaginado. Se postró de rodillas y oró largo rato”.
Luego de 273 años de ocurrido el milagro de Tadea, el 6 de agosto de 1883 monseñor Jesús Manuel Jáuregui Moreno proclamó al Cristo de Los Ángeles, Patrono de La Grita, y ahora, en el siglo XXI, en el marco del cuatri centenario de la imagen, diversos sectores que hacen vida activa en La Grita emitieron en 2007 una misiva a la diócesis de San Cristóbal, presidida por monseñor Mario Moronta, a fin de proponer su elevación a Patrono y Protector del Táchira, como resultado de la creciente fe hacia el Madero del Rostro Sereno, y con visión de convertirle en el Patrono Espiritual de Venezuela.
Desde tiempos remotos, este milagro angelical es muestra de manera indiscutible de las obras que con fe se realizan, y con profunda fe se solicitan. Los sentimientos de piedad y bondad que transmite el Santo Cristo de La Grita han sido fuentes de inspiración, peticiones y devoción por miles de cristianos, quienes tributan casi a diario exvotos por las gracias concedidas. En el transcurso de 400 años, la fe hacia esta imagen sagrada se ha incrementado, así como la confianza y el amor hacia este Cristo Sereno.

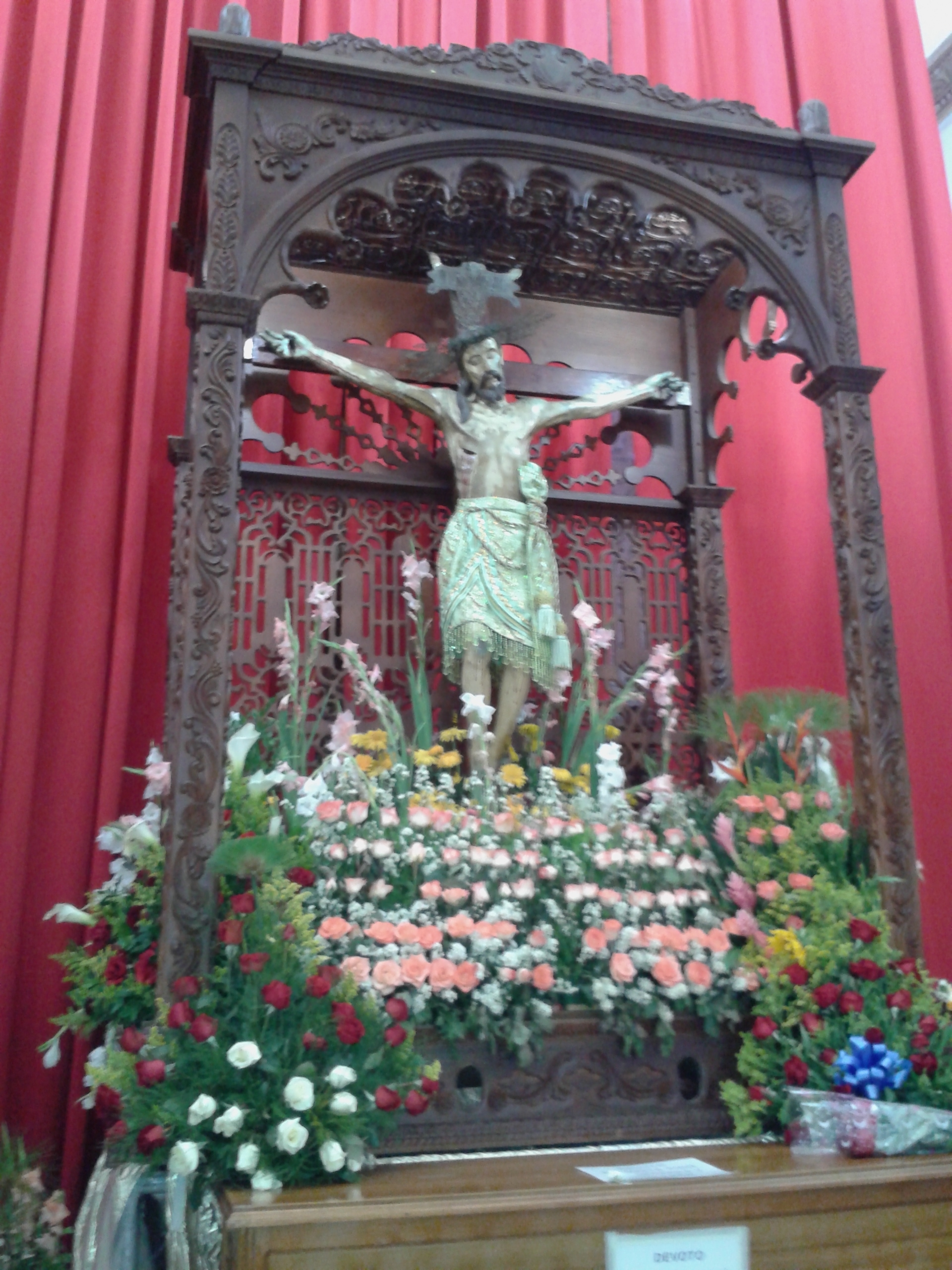
Vista interna

El Santo Cristo de La Grita fue nombrado el pasado 6 de agosto de 2007 por Mons. Mario Moronta Obispo de la diócesis de San Cristóbal de Venezuela, no solo como el patrono de la diócesis, sino el patrono de los Andes Venezolanos. Esto origina grandes peregrinaciones de todas partes del país. Los feligreses acuden a la capilla a pedir y dar gracias por los favores concedidos, algunos en acto de fe recorren la capilla de rodillas desde la entrada de la Basílica.

### Cofradías en honor al Cristo de Los Milagros
Las Cofradías religiosas, que tienen sus antecedentes en Venezuela entre los siglos XVI y XVIII como resultado de las influencias católicas de España, se manifestaron en la tierra tachirense en estos períodos, a fin de fomentar, mantener y consolidar la espiritualidad en la población andina, rasgo característico de los habitantes de esta zona del país. Es así, que para rendir honor al Santo Cristo de La Grita, desde esas remotas épocas se formaron Cofradías Menores como la Cofradía de San José, Cofradía Purísima Concepción de María Santísima, Cofradía de la Virgen del Carmen, Cofradía de Nuestra Señora del Rosario y Cofradía de Nuestra Señora de Los Ángeles, organizaciones que si bien tienen su estructura social y económica, realizan labores nobles a favor de los desasistidos, enfermos y fomentan la religiosidad cristiana, exaltando las fechas propias de la iglesia católica como actos de devoción y renovación de fe. Junto a estas Cofradías Menores se encuentran las ArchiCofradías, integradas por la Cofradía de las Benditas Animas del Purgatorio y la Cofradía del Santo Cristo de La Grita, y la de más reciente data, de carácter simbólico la Cofradía Infantil Niños Guardianes del Santo Cristo, a manera de vincular y sembrar en los infantes los sentimientos de bondad y amor al Cristo del Rostro Sereno. A estas organizaciones se suma la Asociación de Apoyo a los Peregrinos del Santo Cristo de La Grita, especial para la atención de los visitantes. En significativa reverencia, para el Día del Santo Cristo, cada 6 de agosto, estas organizaciones programan diversos actos litúrgicos conformados por las labores de logística, promoción y peregrinaciones entre ellas, La Caminata de la Fe, que tiene su punto de salida generalmente desde San Cristóbal, y que viene realizándose desde hace 14 años.

### Anfitriones de Peregrinos
En las vísperas de la celebración del Día del Cristo de Los Ángeles, la ciudad y sus pobladores se preparan espiritualmente para recibir a miles de peregrinos provenientes de diversos lugares del Táchira y Venezuela, e incluso de Colombia y otras partes de Suramérica. Muchos de estos visitantes vienen en peregrinaciones desde lugares remotos y que culmina su caminata o viaje en la Basílica del Espíritu Santo. En este altar, es el punto de inicio del recorrido de la imagen en su respectivo paramento, que sale en hombros de los feligreses a bendecir con su presencia las principales calles y avenidas de la capital jaureguina, la cual visita comercios, escuelas, plazas, principales parroquias, avenidas y calles de la ciudad, acompañada de las autoridades eclesiásticas locales, las Cofradías, las bandas musicales de los diferentes institutos educativos de La Grita, peregrinos y visitantes, que al unísono entonan cantos religiosos y el Santísimo Rosario. Sin duda alguna es una inmensa manifestación de fe. Sumadas a las actividades de las Cofradías, la Asociación de Apoyo a los Peregrinos del Santo Cristo de La Grita, ofrecen igualmente respaldo a los visitantes en cuanto a hospedaje, manutención, enseres, alimentación y organización, así como también obsequian el “Pan Peregrino” como detalle de cordialidad y receptividad de la población de La Grita a sus visitantes.

### Museo del Santo Cristo
El Museo en honor al Madero del Rostro Sereno es gerenciado por la Fundación Museo Santo Cristo de La Grita, fundada el 29 de noviembre de 2001, y donde se pueden encontrar testimonios certeros de fe expresados en diversos exvotos como medallas, anillos, perixomas (vestidos para el Santo Cristo de La Grita), cuadros de imágenes religiosas, y diversos obsequios que retribuyen los feligreses como agradecimiento a los milagros concedidos. Este museo se encuentra al lado de la Basílica del Santo Cristo de La Grita y está abierto de martes a viernes de 9 de la mañana a 12 del mediodía y de 3 a 5 de la tarde, y el domingo está a disposición del público de 9 a. m. a 12 del mediodía. Como proyecto que desea convertirse en realidad, se tiene como plan inmediato la construcción de la sede del Museo del Santo Cristo, pues se cuenta con el terreno ubicado en la calle 3 esquina de carrera 4, frente a la Plaza Bolívar, al lado del Cuartel Bolívar, el cual contará con galerías para exposiciones permanentes, salas de conferencia, salas virtuales, oratorio, áreas administrativas y otros ambientes.

#### Himno al Santo Cristo
I
 Santo Cristo del Rostro Sereno
de La Grita, Divino Pastor,
nuestra senda tu cruz ilumine
Al andar nos aliente de amor.

II
 Peregrinos de todos los siglos
Peregrinos de toda región
Siempre encuentran tus brazos abiertos,
Siempre abierto tu buen corazón.

III
 Por los montes y valles andinos
Mil senderos conducen aquí
Y aunque lejos esté nuestro cuerpo
estará siempre el alma ante ti.
(letra: Monseñor Pío Bello)